# ジュリエット・レカミエ

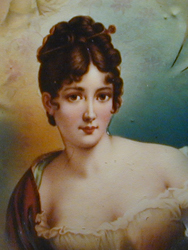
ジュリエット・レカミエ、作者不詳、19世紀初頭。

ジュリエット・レカミエ（通称：仏: Juliette Récamier, 全名：仏: Jeanne Françoise Julie Adélaïde Bernard, 1777年12月3日 - 1849年5月11日）は、19世紀フランスの文学・政治サロンの花形となった女性。レカミエ夫人（仏: Madame Récamier）とも呼ばれる。
世界の歴史の中でも、最も美しい女性と云われている。ジャック＝ルイ・ダヴィッドやフランソワ・ジェラールの描いた肖像画やナポレオンとの関わりによって歴史に名を残した。

## 生涯
リヨンで生まれ、1793年に26歳年上の銀行家ジャック＝ローズ・レカミエと結婚。当時、ジャックは事実上ジュリエットの実の父で、彼女を自分の正統な相続人とするために結婚したのではないかといわれた（白い結婚）。
2人の間に夫婦らしい関係はなかったが、非常に人気の高い夫人を夫は面白おかしく見ていた。レカミエ夫人は美しい容姿を持ち、強く美しい目をしており、髪は短く(当時は珍しい)、ギリシャ風の衣装ヒマティオンを好んだ。性格は、聡明であり、非常に信念が強く、忍耐も強く、頑固で、教養が高かった。

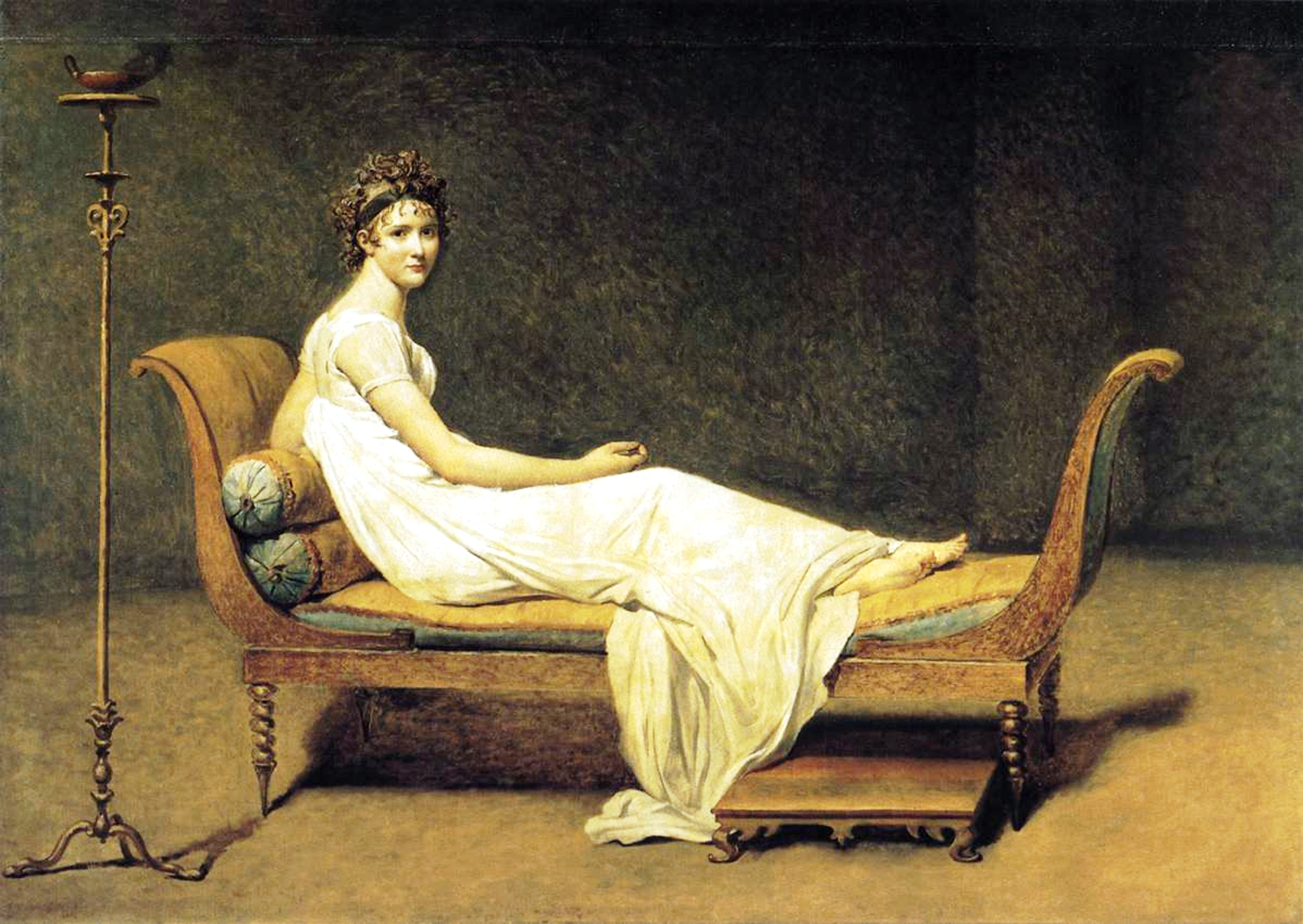
『レカミエ夫人の肖像』ジャック＝ルイ・ダヴィッド画、1800年。当時ヨーロッパで流行していたギリシャ風の衣装をまとっている。両端に背もたれがあるタイプの長椅子（シェーズロング）は、この絵にちなんでレカミエと呼ばれるようになった。

執政政府時代（1799年 - 1804年）に彼女が開いたサロンには、元王党派を含む多くの文人や政治家が集まった。ジャン＝バティスト・ベルナドット（のちのスウェーデン王カール14世ヨハン）やジャン・ヴィクトル・マリー・モローもいた。スタール夫人、シャトーブリアン、バンジャマン・コンスタンと親交を結んだ。
テレーズ・カバリュスと友人であり、後にナポレオン・ボナパルトの妻になるジョゼフィーヌ・ド・ボアルネとも一時、友人であった。1795年、ナポレオンは、国内軍司令官になって、パリのサロンに出入りするようになり、彼女と出会っている。ナポレオンの妹、ポーリーヌ・ボナパルトは、レカミエ夫人に憧れており、ナポレオンの弟、リュシアン・ボナパルトは、レカミエ夫人に何度も、熱烈なアプローチをしていた。
1804年に、ナポレオンが皇帝に就任したとき、反対した。皇帝になったナポレオンに、手紙と部下の伝達によって、愛人になるよう強要されたが、断った。ナポレオンは、レカミエ夫人を愛人にするために、彼女への贈り物として、ジャック＝ルイ・ダヴィッドに、肖像画を依頼し、『レカミエ夫人』を制作した。しかし、レカミエ夫人本人には気に入られず、未完成に終わってしまった。そして、ナポレオンと対立するスタール夫人と親交を結び、ナポレオンはそれを不快に思った。帝政時代の1811年にナポレオンと対立し、パリを追放された。その後、故郷リヨン、ローマ、ナポリに滞在した。

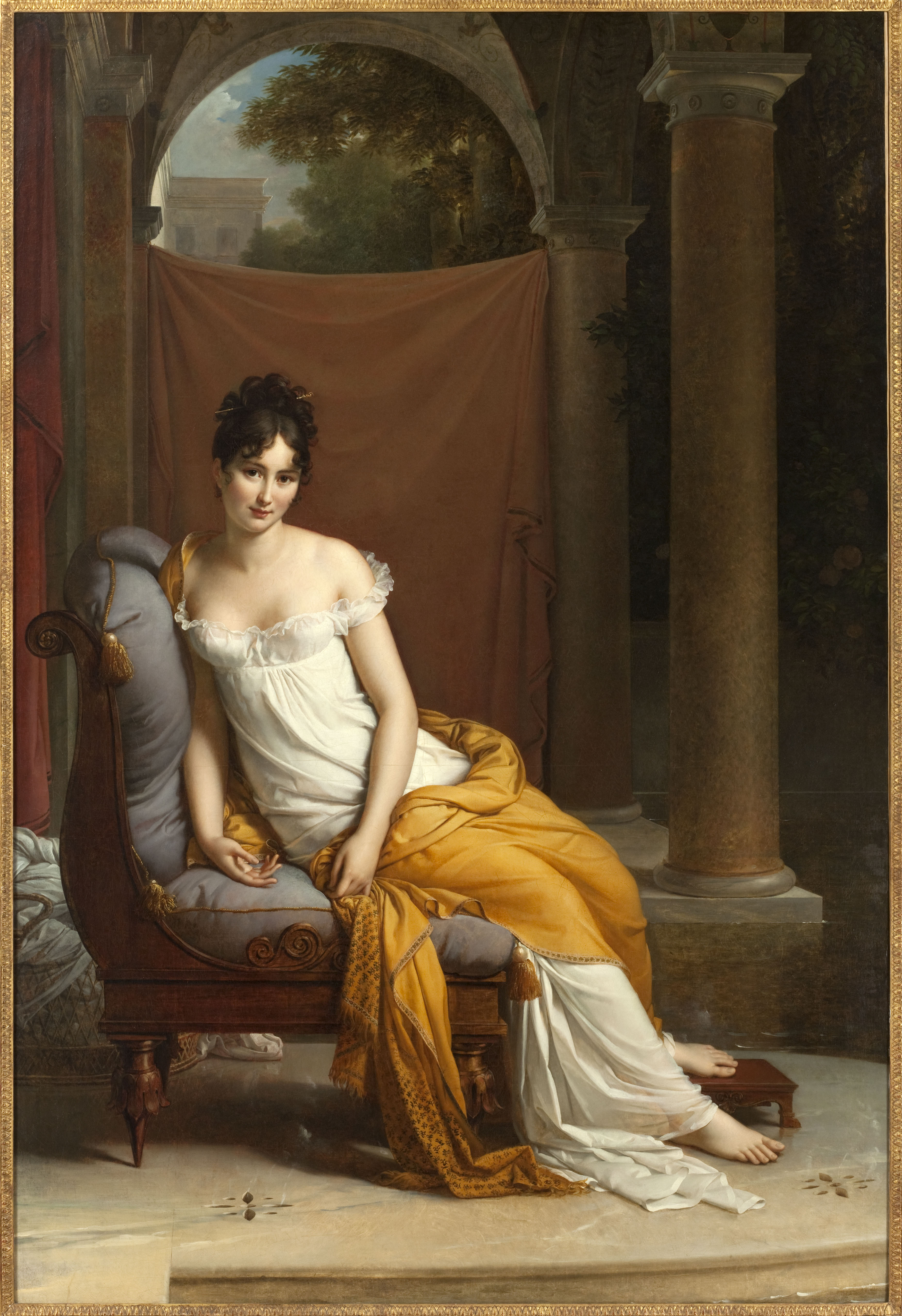
腰掛けるジュリエット・レカミエ、フランソワ・ジェラール画、1805年。カルナヴァレ博物館所蔵。

ナポレオンによって、夫のジャックの資産が無くなり始めたため、1815年、スイスに隠遁するスタール夫人を訪ね、夫との離婚を画策した。プロイセン王子アウグスト・フォン・プロイセンとの結婚を考えていたといわれる。アウグストはレカミエ夫人に熱烈な好意を持っていた。しかし夫は離婚に応じず、やがて全財産を失った彼女は1819年にパリのオー・ボワ修道院（パリ7区レカミエ通り界隈、現存しない）へ引きこもった。ここへ定期的に通ってきたのが、シャトーブリアンであった。彼を含め、政治家モンモランシー＝ラヴァル公マチュー・ジャン・フェリシテ、作家ピエール＝シモン・バランシュ、随筆家ジャン＝ジャック・アンペールといった面々と親交を結んだ。年を重ね、病がちになってもレカミエ夫人はその魅力を失わなかったといわれる。
現在、世界中のフランス料理店、パティスリー（ケーキ屋）、世界の様々な洋菓子の名前に、レカミエ夫人の名前が使われている。